# Kovács Józsefné Kun Sára
Kovács Józsefné Kun Sára (Decs, 1909. – Decs, 1999.) hímzőasszony, a népművészet mestere.

## Élete
A sárközi főkötőhímzés különleges és gazdag változatú öltéstechnikáját az 1930-as években már csak néhány asszony ismerte Decsen. Kun Sára részt vett azon a tanfolyamon, ahol a község leghíresebb főkötővarrója, Szél Judit tanította a fiatalokat erre a régi technikára. Ő is tartott 1931 és 1936 között tanfolyamokat Decsen, Váralján, Zengővárkonyban. A legrégibb fekete, fátyolszerű finomsággal kivarrott főkötők öltéstechnikája igen gazdag. Viszonylag kevés főkötőt hímeztek a Sárközben színesen. Kun Sára ezt olyan mértéktartással alkalmazta, hogy ezzel is fokozta az aprólékos hímzés finomságának hatását. Kiváló értője volt a rojtozásnak és a gyöngyfűzésnek is. 1954-ben népi iparművész, 1960-ban a Népművészet Mestere.